# John Cullen Murphy
John Cullen Murphy (* 3. Mai 1919 in New York City; † 2. Juli 2004 in Greenwich, Connecticut) war ein US-amerikanischer Comiczeichner. Von 1971 bis 2004 zeichnete er die Serie Prinz Eisenherz (Originaltitel: Prince Valiant).
Bereits als neunjähriger besuchte er Kurse beim Chicago Art Institute, später bei der Grand Central School of Arts in New York. Als Schuljunge verdiente er bereits gelegentlich sein Geld damit, Boxer zu zeichnen und zu karikieren.
Mit 15 Jahren traf er zufällig auf den bekannten Zeitschriftenillustrator Norman Rockwell, dem er als Modell diente. Beruflich strebte Murphy ursprünglich eine Karriere als Baseball-Spieler an. Als er im Alter von 15 Jahren einmal Baseball spielte, fragte ihn der Nachbar der Murphys, der Maler Norman Rockwell, ob er ihm Modell stehen wolle. Das Bild Starstruck, in dem Murphy gedankenverloren auf dem Boden sitzt und die Fotos von Filmstars betrachtet, erschien auf der Titelseite der Saturday Evening Post vom 22. September 1934. Rockwell unterstützte Murphy in den folgenden Jahren als Mentor. Rockwell erkannte Murphys Talent und vermittelte ihm nach Abschluss der High School ein Stipendium am Phoenix Art Institute New York City.
Nach dem Ausscheiden aus dem Militärdienst kam er erstmals in Kontakt mit Comics. Der Comicstrip-Szenarist Elliot Caplin bot ihm an, seine neue Serie Big Ben Bolt zu zeichnen. Nebenher war er weiter als Cover-Zeichner und Illustrator tätig.
John Cullen Murphy besuchte das Art Institute of Chicago und arbeitete bald als professioneller Comic-Zeichner. Von 1950 bis 1978 zeichnete er den täglichen Comic-Strip Big Ben Bolt.
Ende der 1960er Jahre wurde die Auftragslage so schlecht, dass er den in der Nachbarschaft lebenden, fast 80-jährigen Hal Foster um Rat bat.
Ab 1970 unterstützte er Foster bei der wöchentlichen Arbeit an den Seiten von Prinz Eisenherz  und begann auch selbst zu zeichnen. 1971 übernahm er die Serie ganz, wurde im Laufe der Jahre aber zunehmend von seiner Familie unterstützt und beschränkte sich auf die reine Zeichenarbeit. Sein Sohn schrieb die Texte, seine Tochter übernahm das Lettering und das Kolorieren.
Im März 2004 übernahm Gary Gianni die Serie, Murphy starb einige Monate später 85-jährig in seinem Haus in Greenwich, Connecticut.